# Aneilobolus gigas
Aneilobolus gigas är en skalbaggsart som beskrevs av Renaud Maurice Adrien Paulian 1977. Aneilobolus gigas ingår i släktet Aneilobolus och familjen Hybosoridae. Inga underarter finns listade i Catalogue of Life.